# INTERCAL

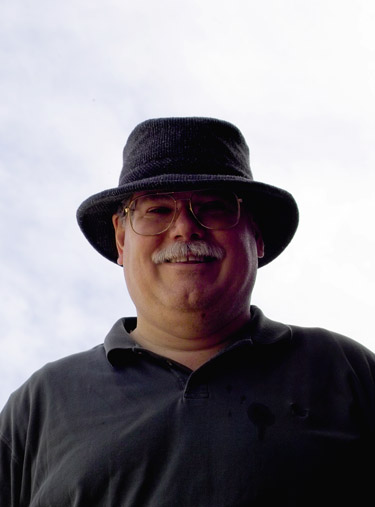
Jimbo Lyon – jeden z twórców języka INTERCAL

INTERCAL – prawdopodobnie pierwszy ezoteryczny język programowania. Jego oficjalna nazwa to CLWNPA, czyli Compiler Language With No Pronounceable Acronym (kompilowany język o niewymawialnym skrócie). Wyglądem przypomina asembler, lecz jego składnia jest tak skonstruowana, aby maksymalnie utrudnić pisanie programów i uczynić listingi jak najbardziej zagmatwanymi.

## Charakterystyka
Cechy INTERCALA:
- Uprzejmość – część instrukcji musimy poprzedzić słowem kluczowym PLEASE, gdyż inaczej program zostanie uznany za nieuprzejmy, a co za tym idzie – odrzucony. Nadużywanie tego słowa spowoduje natomiast zaklasyfikowanie programu jako zbyt lizusowskiego.
- Instrukcja COME FROM będąca skokiem z, a nie do etykiety. Pojawiła się w późniejszych wersjach języka i stała się inspiracją do stworzenia wielowątkowego INTERCALA.
- Grupowanie wyrażeń będące czymś w rodzaju nawiasów – zamiast nich używane są jednak znaki " i ', co pogarsza czytelność źródeł.
- Brak jawnego mechanizmu wywoływania procedur. Dostępna jest wyłącznie instrukcja NEXT, która wykonuje skok do etykiety i przypadkiem odrzuca adres na stos.
- W Intercalu nie każda użyta komenda musi na 100% oznaczać jej wykonanie. Może to oznaczać jej wykonanie np. na 80%, jeśli rozpoczyna się od "%80".
- Ignorowanie instrukcji. Przykładowo, ABSTAIN FROM STASHING spowoduje ignorowanie instrukcji STASH, natomiast REINSTATE STASHING z powrotem przywróci ją do działania.
- Brak zmiennych lokalnych. Zamiast tego możemy korzystać z mechanizmu tworzenia ramek stosu.
- Liczby są wypisywane na ekran w postaci rzymskiej.

Oficjalna specyfikacja języka jest napisana w sposób humorystyczny. Zawiera dużo paradoksalnych, nielogicznych lub zabawnych w jakiś inny sposób zdań. Ponadto autorzy zastosowali autorskie nazewnictwo znaków ASCII, np. apostrofy i cudzysłowy zwane są tam odpowiednio "iskrami" oraz "króliczymi uszkami".

## Operatory
INTERCAL posiada kilka operatorów pracujących na słowach procesora, niespotykanych w innych językach programowania. Dwuargumentowe operatory to:
- mingle (lub interleave) ($) – przeplatanie bitów obu argumentów.
- select (~) – wybiera z pierwszego argumentu te bity, których odpowiadające im w drugim argumencie są ustawione; pozostałe są usuwane, a całość jest "upychana w prawo".

Ponadto istnieją trzy jednoargumentowe operatory: AND, OR, EXOR. Wykonują one swą pracę na kolejnych parach bitów w argumencie.

## Zupełność
Pomimo niespotykanych rozwiązań, INTERCAL jest językiem zupełnym w sensie Turinga. Oznacza to, iż posiadając odpowiednio dużą pamięć, można w nim rozwiązać każdy problem algorytmiczny, z jakim radzą sobie maszyny Turinga (czyli m.in. komputery). Rozwiązywanie pochłania jednak znacznie więcej czasu. Wykonany benchmark pokazał, że znajdowanie liczb pierwszych mniejszych niż 65536, które programowi w C zabiera 0,5 sekundy, analogiczny program w INTERCALU rozwiązywał w 17 godzin.

## Hello World
Klasyczny program „Hello, world!” w C wygląda tak:
```
        #include <stdio.h>
        int main(void) {
          printf("Hello, world!\n");
          return 0;
        }

```

zaś w INTERCALU można go zapisać następująco:
```
        DO ,1 <- #13
        PLEASE DO ,1SUB#1 <- #234
        DO ,1SUB#2 <- #112
        DO ,1SUB#3 <- #112
        DO ,1SUB#4 <- #0
        DO ,1SUB#5 <- #64
        DO ,1SUB#6 <- #194
        DO ,1SUB#7 <- #48
        PLEASE DO ,1SUB#8 <- #22
        DO ,1SUB#9 <- #248
        DO ,1SUB#10 <- #168
        DO ,1SUB#11 <- #24
        DO ,1SUB#12 <- #16
        DO ,1SUB#13 <- #214
        PLEASE READ OUT ,1
        PLEASE GIVE UP

```